# Liste der Abgeordneten zum Landtag Steiermark (XVIII. Gesetzgebungsperiode)
- KPÖ: 2
- SPÖ: 12
- GRÜNE: 6
- NEOS: 2
- ÖVP: 18
- FPÖ: 8

Diese Liste der Abgeordneten zum Landtag Steiermark (XVIII. Gesetzgebungsperiode) listet die Abgeordneten zum Landtag Steiermark in der XVIII. Gesetzgebungsperiode (ab 17. Dezember 2019) auf.

## Geschichte
Nach der vorgezogenen Landtagswahl am 24. November 2019 entfielen von den 48 Mandaten 18 auf die Österreichische Volkspartei (ÖVP), die damit vier Mandate gewann. Die Sozialdemokratische Partei Österreichs (SPÖ) konnte zwölf Mandate auf sich vereinigen, wobei sie gegenüber der Landtagswahl 2015 drei Mandate verlor. Die Freiheitliche Partei Österreichs (FPÖ) verlor sechs Mandate und kam auf acht Mandate. Die Grünen (GRÜNE) verdoppelten den Mandatsstand auf nunmehr sechs Mandate. Die Kommunistische Partei Österreichs (KPÖ) ist unverändert mit zwei Abgeordneten im Landtag vertreten. NEOS – Das Neue Österreich und Liberales Forum (NEOS) schaffte mit zwei Abgeordneten erstmals den Einzug in den steirischen Landtag.
Die konstituierende Sitzung des Landtags mit der Wahl und Angelobung der Landesregierung Schützenhöfer II fand am 17. Dezember 2019 statt. Nach der Angelobung der Abgeordneten wurde das Landtagspräsidium, der Landeshauptmann, die Landesrätinnen und Landesräte der Landesregierung Schützenhöfer II und die Mitglieder und Ersatzmitglieder des Bundesrates gewählt. In der Landtagssitzung am 21. Jänner 2020 wurden die Nachrücker für die sieben am 17. Dezember 2019 als Landtagsabgeordneten angelobten Regierungsmitglieder angelobt. Für die drei SPÖ-Regierungsmitglieder rückten Helga Ahrer, Udo Hebesberger und Wolfgang Moitzi nach und für die vier ÖVP-Regierungsmitglieder Alexandra Pichler-Jessenko, Sandra Holasek, Matthias Pokorn sowie Bruno Aschenbrenner.
Der steirische SPÖ-Vorsitzende Michael Schickhofer kündigte am Tag nach der Wahl seinen Rücktritt an, er würde auch kein Landtagsmandat annehmen. Jörg Leichtfried übernahm interimistisch die Parteiführung, bis die Koalitionsverhandlungen, die Anton Lang führte, abgeschlossen waren.
Am 4. Juli 2022 wurde Christopher Drexler bei einer Sonderlandtagssitzung mit den Stimmen von 32 der 48 Abgeordneten zum Landeshauptmann der Steiermark gewählt (Landesregierung Drexler).

## Funktionen

### Landtagspräsidenten
Manuela Khom (ÖVP) wurde Erste (bisher Zweite) und Gabriele Kolar Zweite Landtagspräsidentin (bisher Erste). Zum Dritten Landtagspräsidenten wurde Gerald Deutschmann (FPÖ) gewählt, der Gerhard Kurzmann (FPÖ) in dieser Funktion nachfolgte.

### Klubobleute
Die Grünen wählten in ihrer ersten Klubsitzung nach der Landtagswahl am 26. November 2019 Spitzenkandidatin Sandra Krautwaschl zur Klubobfrau, die damit Lambert Schönleitner nachfolgte. Schönleitner blieb im Klub Stellvertreter, Lara Köck wurde ebenfalls zur Stellvertreterin bestimmt.
Bei ÖVP (Barbara Riener), SPÖ (Johannes Schwarz), FPÖ (Mario Kunasek) und KPÖ (Claudia Klimt-Weithaler) blieben die Klubobleute unverändert. Klubobmann der neu eingezogenen NEOS wurde Nikolaus Swatek.

### Bundesräte
ÖVP und Grüne gewannen je einen Sitz im Bundesrat hinzu, während SPÖ und FPÖ je ein Mandat verloren. Damit verfügte die SPÖ nicht mehr über ein Drittel der Sitze in der Länderkammer, verlor die Sperrminorität und kann Gesetzesbeschlüsse des Nationalrats, die die Länderkompetenzen berühren, nicht mehr im Alleingang blockieren. Von den neun steirischen Mandaten im Bundesrat entfielen nunmehr vier auf die ÖVP (bisher drei) und je zwei auf die SPÖ und die FPÖ (bisher ebenfalls je drei). Der neunte Sitz ging an die Grünen, die damit auf insgesamt vier Mandate wuchsen, nachdem sie bereits bei der Landtagswahl in Vorarlberg 2019 einen zusätzlichen Sitz erringen konnten. Für die Bildung einer Fraktion benötigte es laut Geschäftsordnung zumindest fünf Mandate, der Bundesrat könnte aber mit Stimmenmehrheit gestatten, sich dennoch zu einer solchen zusammenzuschließen, wie das in der Vergangenheit bereits geschah. Ein Antrag der Grünen auf Bildung einer Fraktion wurde am 19. Dezember 2019 vom Bundesrat einstimmig angenommen.
Mit Andreas Lackner wurde der erste Grüne aus der Steiermark in den Bundesrat entsandt. Die SPÖ entsendet Horst Schachner und Elisabeth Grossmann; Hubert Koller und Martin Weber schieden aus dem Bundesrat aus. Die FPÖ entsandte Markus Leinfellner und Andrea-Michaela Schartel; Gottfried Sperl, Gerd Krusche und Peter Samt schieden aus. Die ÖVP entsendete Christian Buchmann, Isabella Kaltenegger, Karlheinz Kornhäusl und Ernest Schwindsackl; Bruno Aschenbrenner schied aus dem Bundesrat aus.

### Landtagsabgeordnete
| Name                       | Bild | Partei | Partei | Anmerkung |
| -------------------------- | ---- | ------ | ------ | --- |
| Helga Ahrer                |      |        | SPÖ    | ab 21. Jänner 2020, Nachrückerin für ein Regierungsmitglied                                                                             |
| Bruno Aschenbrenner        |      |        | ÖVP    | ab 21. Jänner 2020, Nachrücker für ein Regierungsmitglied                                                                               |
| Patrick Derler             |      |        | FPÖ    | |
| Gerald Deutschmann         |      |        | FPÖ    | Dritter Landtagspräsident |
| Erwin Dirnberger           |      |        | ÖVP    | Klubobfrau-Stellvertreter |
| Wolfgang Dolesch           |      |        | SPÖ    | |
| Christopher Drexler        |      |        | ÖVP    | Wechsel in die Landesregierung mit 17. Dezember 2019                                                                                    |
| Barbara Eibinger-Miedl     |      |        | ÖVP    | Wechsel in die Landesregierung mit 17. Dezember 2019                                                                                    |
| Detlev Eisel-Eiselsberg    |      |        | ÖVP    | |
| Franz Fartek               |      |        | ÖVP    | |
| Armin Forstner             |      |        | ÖVP    | |
| Michaela Grubesa           |      |        | SPÖ    | |
| Stefan Hermann             |      |        | FPÖ    | |
| Udo Hebesberger            |      |        | SPÖ    | ab 21. Jänner 2020, Nachrücker für ein Regierungsmitglied                                                                               |
| Gerhard Hirschmann         |      |        | FPÖ    | bis 24. März 2020, Nachrückerin Helga Kügerl                                                                                            |
| Stefan Hofer               |      |        | SPÖ    | |
| Sandra Holasek             |      |        | ÖVP    | ab 21. Jänner 2020, Nachrückerin für ein Regierungsmitglied                                                                             |
| Gerald Holler              |      |        | ÖVP    | |
| Doris Kampus               |      |        | SPÖ    | Wechsel in die Landesregierung mit 17. Dezember 2019                                                                                    |
| Silvia Karelly             |      |        | ÖVP    | |
| Bernadette Kerschler       |      |        | SPÖ    | |
| Manuela Khom               |      |        | ÖVP    | Landtagspräsidentin |
| Andreas Kinsky             |      |        | ÖVP    | |
| Claudia Klimt-Weithaler    |      |        | KPÖ    | Klubobfrau |
| Herbert Kober              |      |        | FPÖ    | ab 18. Mai 2021 Nachrücker für Ewald Schalk                                                                                             |
| Lara Köck                  |      |        | GRÜNE  | Klubobfrau-Stellvertreterin |
| Gabriele Kolar             |      |        | SPÖ    | Zweite Landtagspräsidentin |
| Sandra Krautwaschl         |      |        | GRÜNE  | Klubobfrau |
| Helga Kügerl               |      |        | FPÖ    | seit 7. April 2020, Nachrückerin für Gerhard Hirschmann                                                                                 |
| Mario Kunasek              |      |        | FPÖ    | Klubobmann |
| Andreas Lackner            |      |        | GRÜNE  | seit 5. Juli 2022, Nachrücker für Alexander Pinter                                                                                      |
| Ursula Lackner             |      |        | SPÖ    | Wechsel in die Landesregierung mit 17. Dezember 2019                                                                                    |
| Anton Lang                 |      |        | SPÖ    | Wechsel in die Landesregierung mit 17. Dezember 2019                                                                                    |
| Hubert Lang                |      |        | ÖVP    | |
| Julia Majcan               |      |        | ÖVP    | |
| Wolfgang Moitzi            |      |        | SPÖ    | ab 21. Jänner 2020, Nachrücker für ein Regierungsmitglied Wechsel in den Nationalrat am 24. Oktober 2024, Nachrücker Otto Rottensteiner |
| Werner Murgg               |      |        | KPÖ    | |
| Cornelia Izzo              |      |        | ÖVP    | |
| Veronika Nitsche           |      |        | GRÜNE  | [ 12 ] |
| Alexandra Pichler-Jessenko |      |        | ÖVP    | ab 21. Jänner 2020, Nachrückerin für ein Regierungsmitglied                                                                             |
| Alexander Pinter           |      |        | GRÜNE  | Nachrücker mit 5. Juli 2022 Andreas Lackner                                                                                             |
| Matthias Pokorn            |      |        | ÖVP    | ab 21. Jänner 2020, Nachrücker für ein Regierungsmitglied                                                                               |
| Robert Reif                |      |        | NEOS   | |
| Barbara Riener             |      |        | ÖVP    | Klubobfrau |
| Albert Royer               |      |        | FPÖ    | |
| Ewald Schalk               |      |        | FPÖ    | bis 18. Mai 2021 Nachrücker Herbert Kober                                                                                               |
| Lukas Schnitzer            |      |        | ÖVP    | Klubobfrau-Stellvertreter |
| Lambert Schönleitner       |      |        | GRÜNE  | Klubobfrau-Stellvertreter |
| Hermann Schützenhöfer      |      |        | ÖVP    | Wechsel in die Landesregierung mit 17. Dezember 2019                                                                                    |
| Johannes Schwarz           |      |        | SPÖ    | |
| Georg Schwarzl             |      |        | GRÜNE  | [ 12 ] |
| Cornelia Schweiner         |      |        | SPÖ    | |
| Johann Seitinger           |      |        | ÖVP    | Wechsel in die Landesregierung mit 17. Dezember 2019                                                                                    |
| Maria Skazel               |      |        | ÖVP    | |
| Nikolaus Swatek            |      |        | NEOS   | Klubobmann |
| Andreas Thürschweller      |      |        | SPÖ    | |
| Marco Triller              |      |        | FPÖ    | |
| Klaus Zenz                 |      |        | SPÖ    | |